# ألان بال (لاعب كرة قدم أمريكية)
ألان بال (بالإنجليزية: Alan Ball)‏ هو لاعب كرة قدم أمريكية أمريكي، ولد في 29 مارس 1985 في ديترويت في الولايات المتحدة.

## وصلات خارجية
- ألان بال على موقع مرجع كرة القدم المحترفة.كوم (الإنجليزية)